# Dărmănești (Suceava megye)
Dărmănești település Romániában, Bukovinában, Suceava megyében.

## Fekvése
A DN 2-es úton, a Hatnuța patak mellett, Pătrăuțitól 4 km-re fekvő település.

## Története
Dărmănești nevét 1430-ban, Alexandru cel Bun (1400-1432) fejedelem idejében említették először.
1434-ben a fejedelem két fia, Ilie és Ștefan itt csaptak össze Moldva trónjáért. A két testvér később kibékült, majd felosztotta egymás közt az országot.
A települést 1775-ben a Habsburg Birodalom Bukovínához csatolta.

## Nevezetességek
- Fatemploma - a 18. században épült, harangjait 1803-ban szentelték fel.